# Morti nel 2014/Settembre
| Questa pagina contiene informazioni ricavate automaticamente dalle voci biografiche con l'ausilio del template Bio e di un bot. L'aggiornamento è periodico e automatico e ricostruisce completamente la pagina. Se manca una persona in questa lista, sei pregato di non aggiungerla, ma accertati piuttosto che la sua voce biografica contenga il template Bio e che i dati anagrafici siano correttamente compilati. Se il template Bio manca, inseriscilo tu stesso o, in alternativa, metti l'avviso {{tmp\|Bio}} che ne segnala la mancanza. Se i dati riportati sono sbagliati, correggi direttamente la voce biografica; le modifiche saranno visibili in questa lista entro pochi giorni. Per chiarimenti vedi il progetto biografie. La lista contiene solo le 178 persone che sono citate nell'enciclopedia e per le quali è stato implementato correttamente il template Bio. Pagina aggiornata al 18 ago 2025. |

- 1º settembre - Ralf Bendix, cantante, produttore discografico e compositore tedesco (n. 1924)
- 1º settembre - Dillard Crocker, cestista statunitense (n. 1925)
- 1º settembre - Tiraje Dikmen, pittrice turca (n. 1923)
- 1º settembre - Ahmed Abdi Godane, terrorista somalo (n. 1977)
- 1º settembre - Jimi Jamison, cantante, chitarrista e pianista statunitense (n. 1951)
- 1º settembre - Gottfried John, attore tedesco (n. 1942)
- 1º settembre - Diego Pini, dirigente sportivo italiano (n. 1946)
- 1º settembre - Antonio Soda, magistrato e politico italiano (n. 1943)
- 1º settembre - Elena Varzi, attrice italiana (n. 1926)
- 2 settembre - Pauline Bowden, cestista statunitense (n. 1925)
- 2 settembre - Nicola Cataldo, politico italiano (n. 1928)
- 2 settembre - Francesco Delfino, generale italiano (n. 1936)
- 2 settembre - Sirio Luginbühl, regista italiano (n. 1937)
- 2 settembre - Kong Lung, regista cinese (n. 1935)
- 2 settembre - Dino Menardi, giocatore di curling e hockeista su ghiaccio italiano (n. 1923)
- 2 settembre - Helena Rakoczy, ginnasta polacca (n. 1921)
- 2 settembre - Sándor Rozsnyói, siepista e insegnante ungherese (n. 1930)
- 2 settembre - Steven Sotloff, giornalista statunitense (n. 1983)
- 2 settembre - Valentina OK, cantante italiana (n. 1968)
- 2 settembre - Renzo Venturi, calciatore italiano (n. 1928)
- 3 settembre - Jacqueline Risset, poetessa, critica letteraria e traduttrice francese (n. 1936)
- 3 settembre - Marina von Ditmar, attrice e regista tedesca (n. 1914)
- 4 settembre - Martynas Andriukaitis, cestista lituano (n. 1981)
- 4 settembre - Donatas Banionis, attore lituano (n. 1924)
- 4 settembre - Gustavo Cerati, musicista argentino (n. 1959)
- 4 settembre - Franca Falcucci, politica italiana (n. 1926)
- 4 settembre - Ton Koemans, cestista olandese
- 4 settembre - Hopeton Lewis, cantante, arrangiatore e disc jockey giamaicano (n. 1947)
- 4 settembre - Wolfhart Pannenberg, teologo tedesco (n. 1928)
- 4 settembre - Giovanni Pinarello, ciclista su strada e imprenditore italiano (n. 1922)
- 4 settembre - Joan Rivers, attrice e comica statunitense (n. 1933)
- 5 settembre - Simone Battle, cantante, ballerina e attrice statunitense (n. 1989)
- 5 settembre - Kerrie Biddell, cantante e insegnante australiana (n. 1947)
- 5 settembre - Anny Felbermayer, cantante lirica austriaca (n. 1924)
- 5 settembre - Wolfgang Wruck, calciatore tedesco orientale (n. 1944)
- 6 settembre - Arne Amundsen, calciatore norvegese (n. 1952)
- 6 settembre - Angelo Davoli, pittore e artista italiano (n. 1960)
- 6 settembre - Cirilo Flores, vescovo cattolico statunitense (n. 1948)
- 6 settembre - Stefan Gierasch, attore statunitense (n. 1926)
- 6 settembre - Kira Zvorykina, scacchista russa (n. 1919)
- 7 settembre - Ettore Borzacchini, scrittore italiano (n. 1943)
- 7 settembre - Maryna Chabarova, cestista ucraina (n. 1981)
- 7 settembre - Don Keefer, attore statunitense (n. 1916)
- 7 settembre - Anahita Ratebzad, politica afghana (n. 1931)
- 7 settembre - Li Xianglan, cantante, attrice e conduttrice televisiva giapponese (n. 1920)
- 7 settembre - Elsa-Marianne von Rosen, danzatrice, coreografa e attrice svedese (n. 1924)
- 8 settembre - Marvin Barnes, cestista statunitense (n. 1952)
- 8 settembre - Désiré Carré, calciatore francese (n. 1923)
- 8 settembre - Norberto Conde, calciatore argentino (n. 1931)
- 8 settembre - Kent Nolan, attore canadese (n. 1989)
- 8 settembre - Sean O'Haire, wrestler e artista marziale misto statunitense (n. 1971)
- 8 settembre - Magda Olivero, soprano italiano (n. 1910)
- 8 settembre - Otto Hermann Pesch, teologo tedesco (n. 1931)
- 8 settembre - Germano Sartelli, scultore italiano (n. 1925)
- 8 settembre - Gerald Wilson, trombettista statunitense (n. 1918)
- 9 settembre - Emilio Botín, banchiere e imprenditore spagnolo (n. 1934)
- 9 settembre - José Luis Jordán Peña, ingegnere spagnolo (n. 1931)
- 9 settembre - Bob Suter, hockeista su ghiaccio statunitense (n. 1957)
- 9 settembre - Robert Young, chitarrista e bassista britannico (n. 1964)
- 10 settembre - Domenico Carattino, velista italiano (n. 1920)
- 10 settembre - Richard Kiel, attore statunitense (n. 1939)
- 10 settembre - Günter Lüling, teologo tedesco (n. 1928)
- 10 settembre - Yoshinori Sakai, velocista giapponese (n. 1945)
- 10 settembre - Károly Sándor, calciatore ungherese (n. 1928)
- 10 settembre - Sandra Verda, scrittrice e fumettista italiana (n. 1959)
- 11 settembre - Bob Crewe, cantautore e produttore discografico statunitense (n. 1931)
- 11 settembre - Antoine Duhamel, compositore francese (n. 1925)
- 11 settembre - Mirko Ellis, attore italiano (n. 1923)
- 11 settembre - Joachim Fuchsberger, attore tedesco (n. 1927)
- 11 settembre - Rudolf Kortokraks, pittore tedesco (n. 1928)
- 11 settembre - Gianni Mantesi, attore e doppiatore italiano (n. 1924)
- 12 settembre - Nori Andreini Galli, poetessa, scrittrice e saggista italiana (n. 1927)
- 12 settembre - Henri-Gérard Augustine, allenatore di calcio e calciatore francese (n. 1924)
- 12 settembre - John Bardon, attore inglese (n. 1939)
- 12 settembre - Fred Britton, giocatore di curling canadese (n. 1932)
- 12 settembre - John Gustafson, bassista e cantante britannico (n. 1942)
- 12 settembre - Lonnie Lynn, cestista statunitense (n. 1943)
- 12 settembre - Ian Paisley, politico nordirlandese (n. 1926)
- 12 settembre - Petros Papavassiliou, pittore greco (n. 1928)
- 12 settembre - Warren Perkins, cestista statunitense (n. 1924)
- 12 settembre - Joe Sample, pianista e compositore statunitense (n. 1939)
- 12 settembre - Donald Sinden, attore britannico (n. 1923)
- 12 settembre - Atif 'Ubayd, politico egiziano (n. 1931)
- 12 settembre - Filiz Şaybak, militare e attivista curda (n. 1982)
- 13 settembre - István Avar, attore ungherese (n. 1931)
- 13 settembre - Steve Curry, attore, cantante e ballerino statunitense (n. 1946)
- 13 settembre - Giovanni Furia, politico italiano (n. 1928)
- 13 settembre - Milan Galić, calciatore jugoslavo (n. 1938)
- 13 settembre - David Cawthorne Haines, ingegnere aeronautico e attivista britannico (n. 1970)
- 13 settembre - Gianluigi Melega, giornalista, scrittore e politico italiano (n. 1935)
- 13 settembre - Gino Tomasi, naturalista, entomologo e botanico italiano (n. 1927)
- 14 settembre - Thoma Deliana, politico albanese (n. 1924)
- 14 settembre - Maria Monica Donato, storica dell'arte italiana (n. 1959)
- 14 settembre - Gianfranco Draghi, scrittore, artista e psicanalista italiano (n. 1924)
- 14 settembre - Assheton Gorton, scenografo inglese (n. 1930)
- 14 settembre - Miroslav Hlinka, hockeista su ghiaccio slovacco (n. 1972)
- 14 settembre - Joaquim Jorge, calciatore mozambicano (n. 1939)
- 14 settembre - Angus Lennie, attore britannico (n. 1930)
- 14 settembre - Hans Lobenhofer, alpinista, ingegnere e imprenditore tedesco (n. 1916)
- 14 settembre - Predrag Manojlović, pallanuotista jugoslavo (n. 1951)
- 14 settembre - Enrico Tovaglieri, scenografo italiano
- 15 settembre - Giuliana Berlinguer, regista, sceneggiatrice e scrittrice italiana (n. 1933)
- 15 settembre - Miguel Bustos, calciatore argentino (n. 1946)
- 15 settembre - Peter Gutteridge, musicista neozelandese (n. 1961)
- 15 settembre - Yitzhak Hofi, generale e agente segreto israeliano (n. 1927)
- 15 settembre - Nicola Romanovič Romanov, principe russo (n. 1922)
- 15 settembre - Jürg Schubiger, scrittore e psicologo svizzero (n. 1936)
- 15 settembre - Bernardo Secchi, urbanista e economista italiano (n. 1934)
- 16 settembre - Reginaldo Maria Pizzorni, presbitero e teologo italiano (n. 1920)
- 16 settembre - Lidia Proietti, pianista italiana (n. 1921)
- 17 settembre - Kiço Fotiadhi, giornalista albanese (n. 1940)
- 17 settembre - Andrij Husin, calciatore ucraino (n. 1972)
- 17 settembre - China Zorrilla, attrice uruguaiana (n. 1922)
- 18 settembre - Rod Hinks, hockeista su ghiaccio canadese (n. 1971)
- 18 settembre - Kenny Wheeler, trombettista e compositore canadese (n. 1930)
- 19 settembre - Audrey Long, attrice e modella statunitense (n. 1922)
- 19 settembre - U. Srinivas, mandolinista e compositore indiano (n. 1969)
- 20 settembre - Anatolij Nikolaevič Berezovoj, cosmonauta sovietico (n. 1942)
- 20 settembre - Polly Bergen, attrice e cantante statunitense (n. 1930)
- 20 settembre - Pino Cerami, ciclista su strada italiano (n. 1922)
- 20 settembre - Mario Costalonga, musicista italiano (n. 1932)
- 20 settembre - Takako Doi, politica giapponese (n. 1928)
- 20 settembre - Antonio Günther di Oldenburg, politico tedesco (n. 1923)
- 20 settembre - Besa Imami, attrice albanese (n. 1928)
- 20 settembre - Gaetano Scamarcio, politico e avvocato italiano (n. 1930)
- 20 settembre - George Sluizer, regista olandese (n. 1932)
- 21 settembre - Francesco Fornabaio, aviatore italiano (n. 1957)
- 21 settembre - Caldwell Jones, cestista e allenatore di pallacanestro statunitense (n. 1950)
- 21 settembre - Franco Marazzi, regista e giornalista svizzero (n. 1925)
- 21 settembre - Vittorio Emanuele Orlando, naturalista italiano (n. 1928)
- 21 settembre - Jan Werner, velocista polacco (n. 1946)
- 22 settembre - Fernando Cabrita, calciatore e allenatore di calcio portoghese (n. 1923)
- 22 settembre - Ibrahima Diagne, allenatore di pallacanestro senegalese
- 22 settembre - Adelaida García Morales, scrittrice spagnola (n. 1945)
- 22 settembre - Nikita Larionovič Larionov, poeta, scrittore e insegnante russo (n. 1932)
- 22 settembre - Sahana Pradhan, politica e diplomatica nepalese (n. 1927)
- 22 settembre - Samira Saleh al-Naimi, avvocata e attivista irachena (n. 1963)
- 23 settembre - Giovanni Giraldi, filosofo e filologo italiano (n. 1915)
- 23 settembre - Anatolij Ėjramdžan, regista sovietico (n. 1937)
- 24 settembre - Mohsen Amiraslani, attivista iraniano (n. 1977)
- 24 settembre - Emilio Gratton, allenatore di calcio e calciatore italiano (n. 1932)
- 24 settembre - Christopher Hogwood, direttore d'orchestra, clavicembalista e musicologo britannico (n. 1941)
- 24 settembre - Jack Mezirow, sociologo statunitense (n. 1923)
- 24 settembre - Priscilla Mitchell, cantante statunitense (n. 1941)
- 24 settembre - Deborah Mitford, nobildonna britannica (n. 1920)
- 25 settembre - István Hernek, canoista ungherese (n. 1935)
- 25 settembre - Maria Grazia Mancuso, ginnasta italiana (n. 1956)
- 25 settembre - Dorothy Odam-Tyler, altista britannica (n. 1920)
- 25 settembre - Lionello Sozzi, francesista, traduttore e critico letterario italiano (n. 1930)
- 25 settembre - Sulejman Tihić, politico bosniaco (n. 1951)
- 26 settembre - Luciano Manzi, politico e partigiano italiano (n. 1924)
- 26 settembre - Michael McCarty, attore statunitense (n. 1946)
- 26 settembre - Gerald Neugebauer, astronomo tedesco (n. 1932)
- 26 settembre - Tommaso Novelli, magistrato italiano (n. 1911)
- 26 settembre - Arnold Short, cestista statunitense (n. 1932)
- 26 settembre - Tripoli Torrini, fantino italiano (n. 1913)
- 26 settembre - Matt Woods, allenatore di calcio e calciatore inglese (n. 1931)
- 27 settembre - Gaby Aghion, stilista francese (n. 1921)
- 27 settembre - Angelo Arrigoni, rugbista a 15 italiano (n. 1923)
- 27 settembre - Abdelmajid Lakhal, regista e attore tunisino (n. 1939)
- 27 settembre - Antti Lovag, architetto e designer ungherese (n. 1920)
- 27 settembre - Sarah Danielle Madison, attrice statunitense (n. 1974)
- 27 settembre - Vittorio Dan Segre, diplomatico, scrittore e giornalista israeliano (n. 1922)
- 27 settembre - Zhang Xianliang, scrittore e poeta cinese (n. 1936)
- 28 settembre - Dannie Abse, poeta, scrittore e medico britannico (n. 1923)
- 28 settembre - Ieke van den Burg, politica olandese (n. 1952)
- 28 settembre - Roy Ebron, cestista statunitense (n. 1951)
- 28 settembre - Mario Limentani, superstite dell'Olocausto italiano (n. 1923)
- 28 settembre - Sirkka Polkunen, fondista finlandese (n. 1927)
- 29 settembre - Gastone Biggi, pittore, scrittore e poeta italiano (n. 1925)
- 29 settembre - Luciano Delbianco, politico e economista croato (n. 1954)
- 30 settembre - Mario Bardella, attore, doppiatore e direttore del doppiaggio italiano (n. 1926)
- 30 settembre - Elisabetta Gallo, politica italiana (n. 1921)
- 30 settembre - Erik Hansen, canoista danese (n. 1939)
- 30 settembre - Iemasa Kayumi, doppiatore e attore giapponese (n. 1933)
- 30 settembre - Martin Lewis Perl, fisico statunitense (n. 1927)
- 30 settembre - Domenico Sica, magistrato e prefetto italiano (n. 1932)
- 30 settembre - Giorgio Visintin, partigiano e antifascista italiano (n. 1929)